# Dieceza de Eichstätt

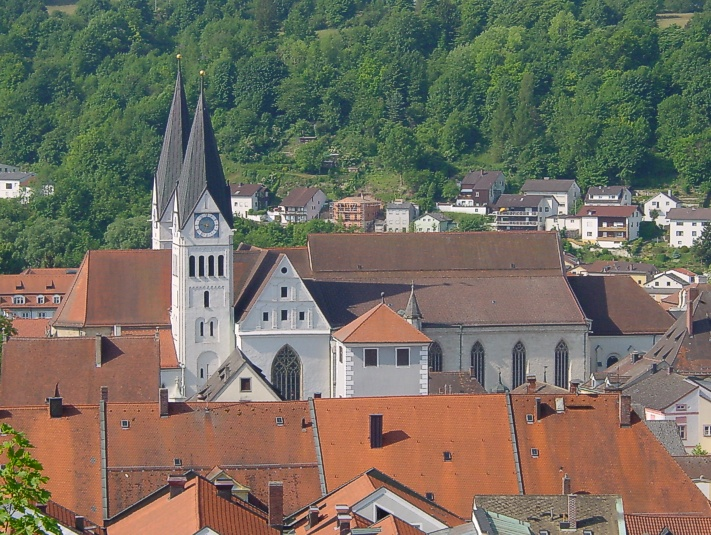
Catedrala din Eichstätt.

Dieceza de Eichstätt (în latină Dioecesis Eystettensis) este una dintre cele douăzecișișapte de episcopii ale Bisericii Romano-Catolice din Germania, cu sediul în orașul Eichstätt. Dieceza de Eichstätt se află în provincia mitropolitană a Arhidiecezei de Bamberg.

## Istoric
Conform tradiției, episcopia a fost fondată în anul 745 de către Sfântul Bonifaciu. Inițial a fost o sufragană a Arhiepiscopiei de Mainz. În timpul Reformei, multe dintre mănăstirile de pe teritoriul său au fost desființate și au trecut la protestantism. Episcopi precum Martin von Schaumberg (1560-1590) și Caspar von Seckendorf (1590-1595) au reușit să salveze dieceza de la dispariție.
Un episcop celebru a fost Johann Christoph von Westerstetten (1612-1637), în timpul căruia a fost inițiată vânătoarea de vrăjitoare, dieceza devenind celebră pentru numeroasele procese ale vrăjitoarelor și arderea lor pe rug. Datorită acestui fapt, Westerstetten a fost cunoscut sub numele de episcopul vrăjitoarelor.
În anul 1802 episcopia a fost secularizată, dar a fost reînființată în 1817 ca sufragană a Arhiepiscopiei de Bamberg.